# Buźke (hromada Buźke)
Buźke (ukr. Бузьке) – wieś na Ukrainie, w obwodzie mikołajowskim, w rejonie wozniesieńskim, siedziba hromady. W 2001 liczyła 2043 mieszkańców.